# ميجان رايس
ميجان رايس (بالإنجليزية: Megan Rice)‏ هي ناشطة سلام أمريكية، ولدت في 31 يناير 1930 في نيويورك في الولايات المتحدة.